# Рватска
Рватска је насеље у општини Лепосавић на Косову и Метохији. Површина катастарске општине Рватска где је атар насеља износи 1.373 ha. Припада месној заједници Врачево. Налази се на 13 km северозападно од Лепосавића, са обе стране Врачевске реке. Окружују га села Врачево, Каменица (заселак Требића), Ибарско Постење, Поткомље, Бербериште и Одојевиће (Град Нови Пазар).
Средња надморска висина села је 546 метара.
Мишљење да је назив села постао од влашког имена Хрватин можда би и могао да се прихвати, с обзиром да и планински вис ком, који се уздиже са јужне стране, носи назив који је, несумњиво, илирског порекла, а значење му се може објаснити речима истог корена – од речи скомпи- шири облик од ком, а што значи стеновит врх који се задржава у виду купе. Или с обзиром да назив села у основи има реч рват која је, пре свега, значила неки напоран посао, односно борити се, рвати се, носити са тешкоћама.
У селу се на месту Остравица налазе остаци старе цркве и гробља, а у Кљину остаци хана из XVII века, поред којег је пролазио крак београдског трговачког пута. Петар З. Петровић је забележио да је у селу Рватској постојала џамија која је срушена у току Првог светског рата, између 1915-1918. године.

## Демографија
- попис становништва 1948: 561
- попис становништва 1953: 660
- попис становништва 1961: 722
- попис становништва 1971: 683
- попис становништва 1981: 684
- попис становништва 1991: 640

У селу 2004. године живи 571 становник. Преци данашњих муслиманских родова: Салковићи, Ђерлеци, Ајдиновићи, Ујкановићи, Муминовићи, Бахтијаревићи, Исламовићи, Ибрахимовићи, Ејуковићи, Смајовићи, Раденац, Хусковићи.
Од српских родова у Рватској живе : Богдановићи, Томовићи, Пантовићи, Чоловићи, Андрићи, Лешевићи, Ђорђевићи, Вукадиновићи, Бачани, Секулићи, Радовановићи.